# Kanton Locminé
Der Kanton Locminé war bis 2015 ein französischer Kanton im Arrondissement Pontivy, im Département Morbihan und in der Region Bretagne; sein Hauptort war Locminé.

## Gemeinden
Der Kanton Locminé umfasste acht Gemeinden:
| Gemeinde          | Bretonisch         | Einwohner (2022) | Fläche in km² | Bevölkerungsdichte | Code Insee | Code postal |
| ----------------- | ------------------ | ---------------- | ------------- | ------------------ | ---------- | ----------- |
| La Chapelle-Neuve | Ar Chapel-Nevezh   | 882              | 21,87         | 40                 | 56039      | 56500       |
| Locminé           | Logunec'h          | 4.116            | 4,86          | 847                | 56117      | 56500       |
| Moréac            | Mourieg            | 3.846            | 60,30         | 64                 | 56140      | 56500       |
| Moustoir-Ac       | Moustoer-Logunec'h | 1.795            | 33,92         | 53                 | 56141      | 56500       |
| Moustoir-Remungol | Moustoer-Remengol  | 671              | 12,42         | 54                 | 56142      | 56500       |
| Naizin            | Neizin             | 1.790            | 40,99         | 44                 | 56144      | 56500       |
| Plumelin          | Pluverin           | 2.714            | 31,33         | 87                 | 56174      | 56500       |
| Remungol          | Remengol           | 955              | 26,93         | 35                 | 56192      | 56500       |
| Kanton            | Logunec'h          | 16.769           | 232,62        | 72                 | 5616       | -           |

## Bevölkerungsentwicklung
| 1962   | 1968   | 1975   | 1982   | 1990   | 1999   | 2006   | 2013   |
| ------ | ------ | ------ | ------ | ------ | ------ | ------ | ------ |
| 13.924 | 13.279 | 13.273 | 13.310 | 13.188 | 13.329 | 15.042 | 16.769 |